# Pelotomaculum thermopropionicum
Pelotomaculum thermopropionicum è una specie di batterio appartenente alla famiglia delle Peptococcaceae.